# أمير مقام خان
أمير مقام خان (بالإنجليزية: Amir Muqam)‏ (25 يوليو 1963 - ) مهندس، وسياسي من باكستان. ينتمي إلى الرابطة الإسلامية الباكستانية (ن)، والجماعة الإسلامية الباكستانية. تولى منصب عضو الجمعية الوطنية في باكستان، كان مستشار نواز شريف في حكومته الثالثة.